# Eterni (DC Comics)
Gli Eterni (Endless) sono un gruppo di esseri composto da Destino, Sogno, Morte, Distruzione, Disperazione, Desiderio e Delirio, che impersonano forze potenti o aspetti dell'universo nella serie a fumetti DC Comics The Sandman, scritta da Neil Gaiman. Esistono fin dall'alba dei tempi e si pensa che siano tra gli esseri più potenti dell'Universo DC. Sono distinti da e presumibilmente più potenti di molte divinità. Sogno è il protagonista della serie, ma tutti gli Eterni giocano un ruolo fondamentale.
Gli Eterni sono in qualche modo una famiglia disfunzionale di sette fratelli. Possono comparire in forme diverse, ma solitamente hanno la pelle chiara e i capelli neri, con l'eccezione dei capelli rossi di Distruzione e Delirio. Le loro sembianze cambiano per adattarsi alle aspettative degli altri. Quando Marco Polo chiese se Sogno fosse sempre così pallido, il personaggio Fiddler's Green rispose "dipende da chi sta guardando".

## Funzioni e domini
Gli Eterni passano la maggior parte del loro tempo compiendo le loro funzioni come impersonificazioni di forze naturali. Per esempio, Morte guida le anime dei morti via dal regno dei vivi, mentre Sogno sorveglia il regno dei sogni e dell'immaginazione ("Il Sogno") e regola i sogni e le ispirazioni. In The Sandman vol. 2 n. 48, Distruzione descrisse gli Eterni:
"Gli Eterni sono semplicemente dei modelli. Gli Eterni sono idee. Gli Eterni sono funzioni d'onda. Gli Eterni sono motivi in ripetizione. Gli Eterni sono echi dell'oscurità, e niente di più...E anche la nostra vita è breve e delimitata. Nessuno di noi vivrà più a lungo di questa versione dell'Universo".
Alcuni degli Eterni sono più delicati nelle loro funzioni di altri. Gli Eterni più giovani, specialmente Desiderio, sono noti per il loro contatto con i mortali. Distruzione, spesso chiamato "Il Prodigo", abbandonò del tutto i suoi doveri. Se uno degli Eterni viene distrutto, lui o lei vengono rimpiazzati da un altro aspetto del loro ruolo, ma ciò non accade se esse sono semplicemente assenti o inattivi. In questi casi, l'aspetto dell'esistenza supervisionata da quel membro degli Eterni diviene più caotica e casuale.
Ognuno degli Eterni possiede un proprio regno su cui governare in completa autonomia. All'interno del regno, ogni membro degli Eterni possiede una galleria contenente simboli o sigilli degli altri Eterni. Gli Eterni sono in grado di contattarsi tra loro tenendo il sigillo appropriato e chiamando l'Eterno in questione. Destino è in grado di chiamare gli altri utilizzando una galleria con i loro ritratti.
Oltre ad occuparsi della loro sfera d'influenza, gli Eterni aiutano anche a definire i propri opposti. Quest'aspetto dualistico degli Eterni fu confermato nel caso di Morte, che non solo metteva fine alle vite, ma che anche le cominciava. Distruzione ebbe un interesse nei passatempi costruttivi, inclusi arte, poesia e cucina. Sogno sembrò avere qualche potere nell'alterazione della realtà, creando tristi realtà. E Delirio possedeva uno strano tipo di logica che aveva senso solo per lei, ma che le permetteva di capire le cose che gli altri non potevano, per questo si può pensare che anche Destino sia in teoria la libertà.
È anche noto che gli Eterni possiedono un certo grado di influenza sui reami degli altri membri. Questo fu il caso di Sogno, che multiple volte mostrò controllo sulle anime mortali, senza il consenso della sorella Morte. Riuscì a nascondere alcuni fantasmi nel suo regno, bandendone altri nell'aldilà e anche condannandone alcuni all'Inferno.

## Origini
Le origini e l'esatta natura degli Eterni è sconosciuta. Pochi suggerimenti furono dati nella serie esattamente sul perché gli Eterni esistano. Sembrano essere forze della natura, e furono descritti a volte come "una creazione della coscienza degli esseri viventi".
Gli Eterni sono antichi quanto i concetti che rappresentano. Fu detto che gli Eterni sono più antichi delle fate, degli dei, e degli esseri super naturali. Con l'eccezione della Presenza (e tutto ciò che forma), Michael Demiurgos, Lucifer Morningstar, ed esseri come loro che precedono l'esistenza della Creazione. La loro età esatta negli anni fu sconosciuta, ma si sa che esistettero prima della vita sulla Terra. Si manifestarono nelle civiltà aliene da molto prima della creazione della Terra nell'universo di The Sandman (e della continuità DC in generale).
In The Sandman vol. 2 n. 5, "Passengers", Sogno fu riconosciuto da Martian Manhunter come il dio dei sogni sull'antico Marte, così come nel capitolo "Dream: The Heart of the Stars" del fumetto Endless Nights, che ha luogo prima che il sole dei nostri pianeti si "svegliasse" con la vita. In The Sandman vol. 2 n. 16 Sogno affermò che una volta un altro mondo fu perduto in un vortice. Morte affermò che fu lì quando il primo essere vivente si mosse, e a Destino fu detto che Sogno diede alla stessa Terra il sogno di fondo al fine di essere abile di supportare la vita. Sogno, secondo Abele, fu creato poco dopo Morte, come gli esseri viventi furono creati prima che potessero sognare.
Una delle ultime referenze ad ogni tipo di parentela per gli Eterni compare in The Sandman vol. 2 n. 70, dove alcune frasi sull'epigrafe tombale che sorveglia i simboli di ognuno degli Eterni riporta "come una madre che addolorata per il figlio defunto".

## Gli Eterni
Gli Eterni sono noti con i propri nomi, anche se Sogno ebbe una collezione di nomi per sé. Da notare che in lingua originale i nomi dei sette Eterni iniziano tutti con la lettera "D", caratteristica in parte persa con la traduzione in italiano: Destiny, Death, Dream, Destruction, Despair, Desire e Delirium. I "falsi eterni" sono invece nell'originale Dread, Duplicity e Deceit.
- Destino: il più antico degli Eterni, Destino compare come un uomo cieco vestito di una veste marrone (viola nei primi fumetti), con in mano un grosso libro, il Solcometro Cosmico. Il libro è collegato a lui, o è lui collegato al libro, e nel libro è scritto l'intero riassunto dell'esistenza, passato, presente e futuro. Destino sembra possedere più funzioni e responsabilità di ogni altro Eterno. Raramente mostra la propria personalità, e il suo sigillo è il libro. Il suo modo di parlare appare come un fumetto pieno di parole in corsivo. La sua parentela è l'unica di cui fu scritto, oltre a quella di Daniel, e potrebbe essere considerata non-continuativa[2]. Nel suo giardino ci sono vie che le anime percorrono a piedi perché riempiono le loro vite.
- Morte: Morte compare come una giovane donna gotica attraente, equilibrata e audace. Indossa un ankh d'argento (che rappresenta l'aldilà) e ha un marchio simile all'Occhio di Horo intorno al suo occhio destro. Preferisce vestirsi e agire in modo casuale, ed è in buone relazioni con Sogno più degli altri Eterni. Il suo sigillo è l'ankh. Il suo modo di parlare presenta lettere regolari in un fumetto regolare. Passa un giorno in ogni secolo come una mortale, vivendo e morendo sulla Terra.
- Sogno:
  - Sogno (Morfeo): la tipica sembianza di Sogno è un uomo alto e pallido con dei capelli scuri nero/blu scompigliati. Indossa un mantello senza forma di "notte" con "fiamme danzanti nelle sue pieghe". I suoi occhi sono pozzi di ombre con degli spiragli di luce interni. È noto con molti nomi, più comunemente "Morfeo". Ha una lunga storia di intensività nei confronti degli altri, e attraverso The Sandman, può venire a patti con le sue crudeltà passate. È molto preoccupato nelle funzioni dei suoi doveri. Il suo sigillo è il casco del sogno, creato dalla spina dorsale e dal teschio di un dio morto da tempo. Il suo fumetto possiede una forma ondulata ed uno sfondo nero con le lettere bianche.
  - Sogno (Daniel Hall): il successore di Morfeo compare come un giovane uomo pallido e alto con i capelli bianchi ed un costume bianco. Come Morfeo, i suoi occhi sono neri con spiragli di luce al centro. Prima di diventare il nuovo Sogno alla fine di The Sandman, era un ragazzino di nome Daniel, che successivamente riottenne. Daniel fu portato in grembo nel Sogno per due anni, ed è il figlio di Lyta Trevor-Hall e Hector Hall. Generalmente è più gentile nei suoi approcci di Morfeo. Daniel porta un'aquila di smeraldo, anche se il suo sigillo rimane lo stesso (elmetto del sogno). I suoi fumetti sono simili a quelli di Morfeo, solo che hanno lo sfondo bianco e le lettere nere.
- Distruzione: un uomo molto robusto e largo con i capelli rossi, che a volte compare con la barba e a volte senza. Distruzione abbandonò il suo ruolo come uno degli Eterni trecento anni fa, causando non pochi conflitti tra lui e i suoi fratelli. Da quando abbandonò il suo regno, gli altri Eterni si riferirono a lui come "Il Prodigo" o "Fratello" piuttosto che "Distruzione". Possiede la passione per i lavori costruttivi e creativi, ma ha poco talento. Il suo sigillo è una spada. Il suo testo è normale ma è all'interno di un palloncino con un contorno in grassetto.
- Desiderio: Desiderio è bellissimo, androgino, magro, capace di apparire come un uomo, una donna, nessuno dei due o entrambi. Desiderio possiede una vena crudele e ha una rivalità da tempo con Sogno. Il suo sigillo è un vetro colorato di rosa a forma di cuore. Anche se è il gemello di Disperazione, in un certo senso è più grande di lei. L'incarnazione corrente di Desiderio è l'originale, mentre Disperazione al momento è alla seconda incarnazione. Il testo di Desiderio è definito da uno stile di lettere specifico in un normale fumetto.
- Disperazione: sorella gemella di Desiderio:
  - La Prima Disperazione: nella sua prima forma, Disperazione possedeva numerose qualità fisiche simili a quelle della sua forma successiva, ma era più alta e tatuata con delle complicate linee rosse. Era anche più chiacchierona della sua successiva incarnazione. È solitamente menzionata di passaggio, ed è successivamente descritta in The Sandman: Endless Nights. Si presume che sia stata lei la causa della distruzione del pianeta Krypton come mezzo di creazione della disperazione ultima.
  - La Seconda Disperazione: una bassa donna obesa con la pelle grigia e denti irregolari, costantemente nuda. Questa Disperazione ha maniere fredde e poco intelligenti. Ha l'abitudine di intagliarsi la carne con l'anello uncinato che indossa, e questo anello è il suo sigillo. Il secondo aspetto è l'unico che compare in tutta la storia principale. Il testo di Disperazione è normale in un fumetto con i bordi irregolari. Disperazione è spesso associata a Desiderio, ma a differenza di questa ha un debole per Distruzione.
- Delirio: la più giovane degli Eterni, Delirio compare come una giovane donna le cui forme cambiano più frequentemente di quelle degli altri Eterni, a causa delle fluttuazioni casuali del suo temperamento. Possiede capelli selvaggi multicolore e dei vestiti eccentrici e non corrispondenti. La sua unica caratteristica fisica permanente è che uno dei suoi occhi è verde smeraldo (solitamente quello destro) e l'altro blu con una macchiolina argentata (solitamente quello sinistro), ma anche questi di tanto in tanto cambiano posto. Fu nota un tempo come Delizia, ma alcuni eventi traumatici le causarono il cambiamento nel ruolo corrente. Il suo sigillo è un grumo di colori astratto e senza forma. Il suo modo di parlare è rappresentato con un carattere stampatello classico, caratterizzato da orientazione imprevedibile e ondosa, e uno sfondo con gradiente multicolore.

## Falsi Eterni
Alcune divinità affermarono falsamente di essere membri degli Eterni, in particolare Terrore, Duplicità e Inganno. Terrore tentò di conquistare il Sogno nel fumetto omonimo. Si presentò come la sorella di Sogno. In una storia presente in Lucifer, i titani Gige e Garamas si identificarono come Duplicità e Inganno nel tentativo di controllare il Cuore del Sogno.